# Albin-Georges Terrien
Albin-Georges Terrien est un journaliste, écrivain et militant wallon de nationalité belge né à Engreux (Houffalize) en 1934. Il fut instituteur rural de 1956 à 1986. Il réside dans le petit village de Vaux-Chavanne, faisant partie de la commune de Manhay. En 1981, il publia Le Verdict de la peur sur l'affaire Champennois qui connut un vif succès. C'est dans Le sillon belge qu'il a longtemps fait valoir ses idées sur la régionalisation de l'agriculture et les critiques qu'il fait aussi valoir dans ses œuvres de fiction à l'égard du Boerenbond.

## Œuvres
- Le Verdict de la peur, Editions de l'essai, 1981
- La Prison aux murs de verre, Editions Petits Pas
- La Glèbe, Memory Press, Érezée, 1999
- Vive la guerre, Memory Press, Érezée, 2003.
- La Soutane, Memory Press, Érezée, 2007.
- Céline Darc, Memroy Press, Érezée, 2010.